# David Mermin
Nathaniel David Mermin (New Haven, 30 marzo 1935) è un fisico statunitense noto per i suoi contributi alla fisica della materia condensata, alla meccanica statistica e all'informatica quantistica.
In particolare, è noto soprattutto per il teorema di Mermin-Wagner e per il libro di testo "Ashcroft e Mermin" di fisica dello stato solido.

## Biografia
Nato nel 1935 a New Haven, una città del Connecticut, David Mermin conseguì il bachelor in matematica presso l'Università di Harvard nel 1956, laureandosi cum laude. Rimase a Harvard per il prosieguo dei suoi studi universitari, ottenendo un dottorato di ricerca in fisica nel 1961. Dopo aver ricoperto incarichi post-dottorali presso l'Università di Birmingham e l'Università della California a San Diego, è entrato a far parte dello staff dell'Università Cornell nel 1964, da cui è andato in pensione come professore emerito nel 2006.
Nel 1969 è stato eletto fellow dell'American Physical Society e nel 1991 membro della National Academy of Science, nel 1989 ricevette il premio Julius Edgar Lilienfeld dell'APS in riconoscimento sia dei suoi contributi ai principi teorici della fisica della materia condensata, sia per la sua abilità didattica nel renderli fruibili agli studenti. Ben due suoi articoli sono stati inseriti nell'elenco delle pietre miliari della storia di Physical Review Letters.

## Contributi scientifici
All'inizio della sua carriera, Mermin ha lavorato soprattutto nella fisica statistica e nella fisica della materia condensata, compreso lo studio della materia a basse temperature, il comportamento dei gas di elettroni, la classificazione dei quasicristalli e la chimica quantistica. In seguito si è occupato anche di informazione quantistica e delle basi della meccanica quantistica.
Il suo risultato senza dubbio più celebre fu l'enunciazione e dimostrazione, assieme a Herbert Wagner (e separatamente da Pierre Hohenberg) di quello che adesso è noto come teorema di Mermin-Wagner, che afferma che non può verificarsi una rottura spontanea di una simmetria continua in un sistema all'equilibrio termodinamico a temperatura finita, con interazioni sufficientemente a corto raggio, in {\displaystyle d\leq 2} dimensioni spaziali. Questo perché, se avvenisse una tale rottura spontanea di simmetria, allora i corrispondenti bosoni di Goldstone, essendo privi di massa, avrebbero una funzione di correlazione divergente nel limite infrarosso.
Mermin è stato inoltre il primo a notare come lo stato GHZ a tre particelle dimostri che nessuna teoria locale delle variabili nascoste può spiegare le correlazioni quantistiche, e insieme ad Asher Peres, ha introdotto la dimostrazione del "quadrato magico", un'altra dimostrazione del fatto che provare a "completare" la meccanica quantistica con variabili nascoste non funziona. In collaborazione con Charles Bennett e Gilles Brassard, ha dato un importante contributo iniziale alla crittografia quantistica. A partire dal 2012, ha supportato l'interpretazione nota come Quantum Bayesianism, o QBism.
David Mermin è famoso anche come autore di libri: in particolare, il suo Solid State Physics, scritto in collaborazione con Neil Ashcroft (noto soprattutto come Ashcroft e Mermin), è diventato uno dei principali testi di riferimento sull'argomento, tradotto in numerose lingue. Mermin è noto anche per aver coniato il termine boojum (tratto dal poemetto La caccia allo Snark di Lewis Carroll) nel contesto dell'elio-3 superfluido.

## Libri
- N. David Mermin, Space and time in special relativity, Waveland Press, 1989, ISBN 0-88133-420-0, OCLC 19288921.
- Neil W. Ashcroft e N. David Mermin, Solid state physics, Saunders College Publishing, 1977, ISBN 0-03-083993-9, OCLC 1107215542.
- N. David Mermin, Boojums all the way through : communicating science in a prosaic age, Cambridge University Press, 1990, ISBN 0-521-38231-9, OCLC 20091990.
- N. David Mermin, It's about time : understanding Einstein's relativity, Princeton University Press, 2005, ISBN 0-691-12201-6, OCLC 57283944.
- N. David Mermin, Quantum computer science : an introduction, Cambridge University Press, 2007, ISBN 978-0-521-87658-2, OCLC 137221653.
- N. David Mermin, Why quark rhymes with pork : and other scientific diversions, 2016, ISBN 978-1-139-16257-9, OCLC 934382678.